# Cayratia imerinensis
Cayratia imerinensis är en vinväxtart som först beskrevs av Bak., och fick sitt nu gällande namn av Descoings. Cayratia imerinensis ingår i släktet Cayratia och familjen vinväxter. Inga underarter finns listade i Catalogue of Life.